# Canna bangii
Canna bangii là một loài thực vật có hoa trong họ Cannaceae. Loài này được Kraenzl. mô tả khoa học đầu tiên năm 1912.